# Мікрокредитування
Мікрокредитува́ння (англ. microcredit) — один з основних видів мікрофінансування, що полягає у видачі невеликих кредитів людям, які не мають доступу до традиційного банкінгу з різних причин. Мікрокредитування слід відрізняти від грошей до зарплати, які призначені не для фінансування бізнесу, а на покриття поточних видатків фізичних осіб.
Вартість мікрокредитів зазвичай в рази перевищує ставки за звичайними банківськими позиками.
З початку 1990-х років цей вид діяльності поширився, а термін став популярним після висунення гіпотези про те, що мікрокредити дозволяють дуже бідним людям стати мікропідприємцями та домогтися фінансової незалежності і стабільності. Генеральна Асамблея Організації Об'єднаних Націй навіть оголосила 2005 рік Міжнародним роком мікрокредитування, а творець Grameen Bank Мухаммад Юнус отримав Нобелівську премію миру в 2006 році. Однак не всі експерти переконані в справедливості подібної теорії, стверджуючи, що не можуть знайти її підтвердження в своїх дослідженнях.

## Історія
Концепція мікрокредитування була розроблена професором економіки Мухаммедом Юнусом. Професор отримав освіту в США, але сам був родом з Бангладешу, однієї з найбідніших країн світу. У 1974 році Юнус включився в боротьбу з голодом в своїй рідній країні. В ході боротьби він виявив, що навіть найнезначніший кредит може зіграти вирішальну роль у виживанні бідняків. Свій перший мікрокредит він видав з власної кишені 10 жінкам, які виготовляли меблі з бамбука, сума кредиту склала всього 27 доларів. У той же час Юнус виявив, що звичайні банки не зацікавлені у видачі кредитів небагатим підприємцям через високі ризики неповернення позичених коштів.
У 1983 році Юнус заснував банк «Грамін» (іноді згадується як Грамінскій банк), який займався видачею мікрокредитів бідним жителям Бангладешу. З 1983 року цей банк вже видав понад 4 мільйонів кредитів на загальну суму близько 5 мільярдів доларів. Для забезпечення повернення кредитів банком застосовувалася система кругової поруки: серед кредиторів утворювалися неформальні групи, члени яких поручилися один за одного і підтримували один одного. В міру розвитку цієї системи банком Грамін були розроблені і інші схеми альтернативного кредитування. Крім мікрокредитів банк також видавав житлові кредити, господарські та сільськогосподарські кредити, займався венчурними капіталами, брав вклади.
Успішність цієї моделі, впровадженої Граміном, надихнула фінансистів в багатьох інших країнах, що розвиваються і навіть в таких розвинених країнах, як США. Багато (але не всі) проектів з мікрокредитування орієнтовані спеціально на жінок, оскільки останні, на думку розробників таких проектів, диспропорційно страждають від бідності і несуть на собі більшу частину витрат з утримання сім'ї, особливо коли мова йде про неповні сім'ї. Близько 96 % мікрокредитів Граміна були видані жінкам.
Агентство мікрофінансування Ага-хана (англ. The Aga Khan Agency for Microfinance, AKAM) — це ще одна інноваційна організація. Агентство надає широкий спектр фінансових послуг, включаючи мікрострахування, житлові мікрокредити, ощадні вклади, рахунки для освіти і медичного обслуговування. Агентство також пропонує різноманітну підтримку для мікропідприємців, чий бізнес пов'язаний з відновленням культурних цінностей. Агентство є частиною Мережі розвитку Ага-хана (англ. Aga Khan Development Network, AKDN).

## Дослідження, недоліки і перспективи
За відомостями Міжнародного банку, в світі налічується понад 7 тисяч мікрофінансових організацій, які обслуговують близько 16 мільйонів чоловік в країнах, що розвиваються і країнах третього світу. У листопаді 2002 року понад 2 тисячі делегатів з 100 країн зібралися в Нью-Йорку на так званий «Саміт з мікрокредитування». «Саміт» поставив за мету до 2005 року охопити мікрокредитуванням 100 мільйонів найбідніших сімей світу. Підтримку в досягненні цієї мети надав і надає ряд відомих політиків і фінансових інститутів. З 2005 року ініціативу мікрокредитування почала активно підтримувати ООН.
Рух мікрокредитування має критиків, які стверджують, що в деякі програми мікрокредитування закладений надмірний відсоток по кредиту. Також існують побоювання, що гроші для мікрокредитування будуть виділятися за рахунок інших необхідних гуманітарних програм в галузі охорони здоров'я, освіти і очищення питної води. Кредитні програми можуть допомогти небагатим людям поліпшити своє матеріальне становище, але вони не здатні задовольнити потребу в інфраструктурі та інших базових соціальних службах.
Виділяють наступні проблеми мікрокредитування:
- Високі відсоткові ставки;
- Практика показує, що мікрокредитування так і не доходить до найбідніших;
- Мікрокредити можуть викликати у позичальників залежність;

мікрокредит може дати поштовх до фінансового благополуччя, але без старання позичальника успіх може бути недовгим.

## Мікрокредитування в Україні
В Україні поняття «мікропозика» з'явилося 2011 року. До 2015 року фінансові обороти галузі збільшилися на третину. З огляду на суворі вимоги банків і нестабільність курсу, ця послуга швидко стала набирати популярність. 2015 року мікрофінансові організації перевершили банки за обсягом позик, видавши позики на загальну суму 10 млрд гривень. Число клієнтів за поточний рік збільшилось на 40 %.
Онлайн-кредитування в Україні стало активно розвиватися зі збільшенням кількості власників пластикових карт. Згідно з оцінками експертів, в 2016 році ця цифра склала 41 млн людей. При цьому кількість безготівкових операцій за два роки збільшилася в чотири рази. Цей фактор став вирішальним для активного впровадження інтернет-напряму в сферу мікрокредитування.
1 січня 2021 року набрав чинності закон щодо споживчого кредитування. З того часу договори на строк до місяця та договори на позику до мінімальної заробітної плати (1.01.2021 — 6000 грн), віднесли до споживчих кредитів. Максимальна суму штрафів і пені за порушення зобов'язань обмежили розміром подвійної одержаної суми.
Верховна Рада 22 листопада 2023 року ухвалила в цілому законопроєкт №9422 про обмеження відсоткових ставок мікрокредитувальників. Законопроєкт пропонує поступово знизити та обмежити максимальну ставку на рівні 1% на день. 
За 9 місяців 2023 року було оформлено 6 млн позик на загальну суму 29,1 млрд грн.У 2023 році кількість укладених договорів збільшується на 7% щокварталу.  На 1,4 млрд грн зросли борги українців по мікрокредитах у 2023 році 

## Правові аспекти
Послуги мікрокредитування в Україні можуть надавати Банки та небанківські фінансові організації, що мають відповідну ліцензію Національного Банку України. Перевірити наявність ліцензії мікрофінансової організації можна у Державному реєстрі фінансових установ
Діяльність мікрофінансових організацій регулюється нормами чинного законодавства України, зокрема законами:
- Законом України «Про фінансові послуги та державне регулювання ринків фінансових послуг»[9].
- Законом України «Про споживче кредитування»[10].
- Законом України «Про захист прав споживачів»[11].
- Нормами Цивільного права.

Згідно з цими нормативними актами клієнти мікрофінансових установ мають:
- право на доступ до інформації;
- право отримати повний пакет послуг, передбачений укладеним договором;
- право відмовитись від мікрокредиту в протягом 14 днів після його оформлення в порядку та на умовах, визначених Законом України «Про споживче кредитування»[10].

За Законом України «Про електронну комерцію» та Законом «Про електронні документи та електронний документообіг», електронний договір, укладений між МФО і позичальником, юридично нічим не відрізняється від аналогічних документів підписаних від руки.
Спірні питання вирішуються в судовому порядку. Це дає можливість як позичальнику, так і кредитору отримати компенсацію за порушення пунктів укладеного договору. Порушення клієнтом фінансової дисципліни тягне за собою штрафні санкції: збільшення процентної ставки, нарахування пені та інше.
20 вересня 2019 року Верховна Рада України прийняла Закон «Про внесення змін до деяких законодавчих актів України щодо захисту прав споживачів фінансових послуг», що передбачає
- встановлення повноважень державних органів щодо захисту прав споживачів фінансових послуг;
- запровадження відповідальності фінансових установ за порушення прав споживачів фінансових послуг;
- запровадження однакових правил для банків та небанківських установ у сфері реклами фінансових послуг та надання інформації про них.

Зазначений документ створює єдиний для всіх кредиторів підхід до визначення розрахунку загальної вартості кредиту для споживача та розрахунку реальної річної процентної ставки.
Закон також передбачає штрафи для установ, які будуть порушувати права споживачів. Найбільша санкція — за збільшення процентної ставки в односторонньому порядку і без попередження споживача. За кожен випадок такого порушення установа повинна буде сплатити від 500 до 800 неоподатковуваних мінімумів доходів громадян (17 грн).